# Orasema gemignanii
Orasema gemignanii is een vliesvleugelig insect uit de familie Eucharitidae. De wetenschappelijke naam is voor het eerst geldig gepubliceerd in 1967 door De Santis.